# Naďa Urbánková

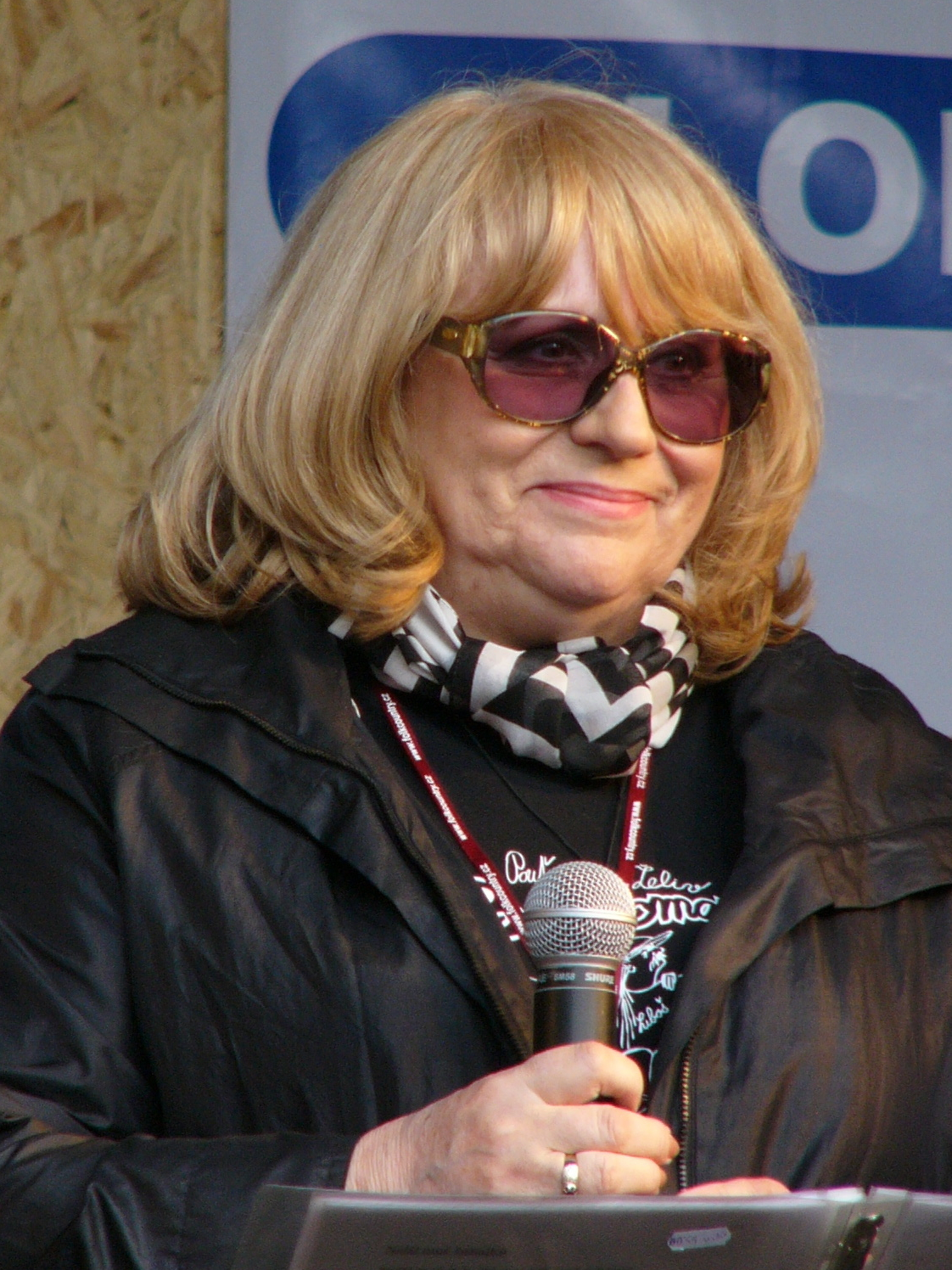
Nad'a Urbankova, 2008

Naďa Urbánková (* 30. Juni 1939 in Nová Paka, Protektorat Böhmen und Mähren als Naděžda Balabánová; † 3. Februar 2023 in Prag) war eine tschechische Sängerin und Schauspielerin.

## Leben und Wirken
Nad'a Urbankova absolvierte zunächst in Trutnov eine Ausbildung zur Krankenschwester.
Ihr Bühnendebüt hatte sie im Jahr 1959 am Theater in Pardubice. Später war sie langjähriges Ensemblemitglied am Semafortheater in Prag. Sie trat in zahlreichen Theaterstücken, Kabarett-Programmen und Varieté-Shows auf. Ab 1969 war sie Mitglied in der Jiří-Brabec-Country-Band, mit der sie in den 1970er-Jahren auch eine Tournee durch die USA machte. Als Sängerin trat sie in Musicals auf, nahm mehrere Coverversionen von Songs auf und sang hauptsächlich Country-Musik, Folk und Popmusik. Ihr Markenzeichen war ihre Sonnenbrille. Urbankova wurde fünfmal mit der Goldenen Nachtigall ausgezeichnet. Als Schauspielerin stand sie von 1963 bis 2019 in mehr als 40 Film-und-Fernsehproduktionen vor der Kamera.
Im Jahr 1990 zog Urbankova in die Schweiz, kehrte aber einige Jahre später wieder nach Tschechien zurück. In den 2000er-Jahren moderierte sie beim Tschechischen Rundfunk eine Musiksendung.
Von 1968 bis 1976 war Urbankova mit dem Schauspieler Josef Abrhám liiert. Sie war insgesamt dreimal verheiratet und hatte eine Tochter, die Schauspielerin und Sängerin Jana Fabiánová.
Nad'a Urbankova starb am 3. Februar 2023 im Alter von 83 Jahren in einem Krankenhaus in Prag an den Folgen einer Brustkrebserkrankung und einer COVID-19-Infektion.

## Filmografie (Auswahl)
- 1964: Kdyby tisíc klarinetů
- 1965: Zločin v dívčí škole
- 1966: Liebe nach Fahrplan
- 1967: Pension pro svobodné pány
- 1968: Ach ta vojna
- 1968: Rakev ve snu viděti…
- 1983: Fandy, ó Fandy
- 2018: Rapl 2